# Cohete aéreo disparado adelante de 89 mm
El 3.5-Inch Forward Firing Aircraft Rocket o 3.5-Inch FFAR (en castellano: Cohete Aéreo Disparado Adelante de 89 mm), fue un cohete desarrollado durante la Segunda Guerra Mundial para permitirle a los aviones atacar submarinos enemigos a distancia. El cohete probó ser un éxito operacional, y generó varias versiones mejoradas para su uso contra blancos de superficie y terrestres.

## Diseño y desarrollo
Siguiendo a las pruebas desarrolladas por la Real Fuerza Aérea británica de armas lanzadas desde el aire propulsadas por cohetes para la guerra antisubmarina durante el año 1942, la Armada de Estados Unidos lanzó un proyecto de alta prioridad durante el verano de 1943 para el desarrollo de un cohete antisubmarino propio.
El cohete resultante era un diseño simple con cuatro aletas de cola para estabilización en la parte trasera, impulsado por un motor cohete que había estado bajo desarrollo por Caltech desde 1943. No se le instaló ninguna ojiva; más bien, la nariz del cohete era una masa sólida de acero, pesando 9 kg (20 libras), con la idea de que hiciera un agujero en el casco de presión del submarino haciendo blanco sólo a través de la energía cinética de su vuelo; El cohete se lanzaba en picado, donde la velocidad del cohete podía exceder los 1.287 km/h (800 millas/hora), y era efectivo contra blancos submarinos hasta profundidades de 40 m (130 pies) bajo la superficie del agua

## Historia operacional

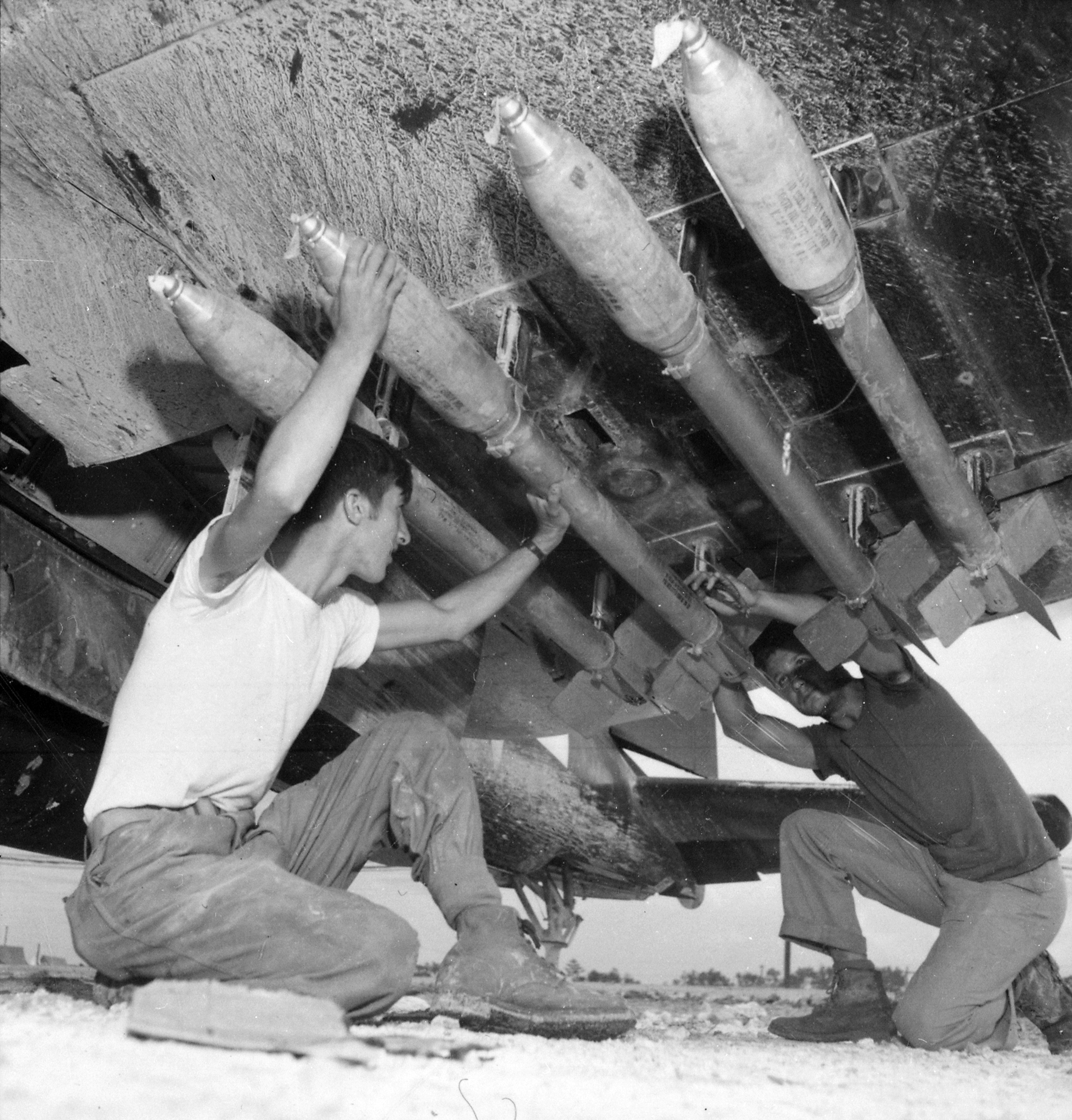
Cohetes cargados bajo el ala de un Vought F4U Corsair del MAG-33.

Después de un tiempo breve de desarrollo, el arma, oficialmente designada como el 3.5-Inch Forward Firing Aerial Rocket (en castellano: Cohete Aéreo Disparado Adelante de 89 mm), entró en servicio operacional con la Armada de Estados Unidos a finales del año 1943; para agosto de ese año se ordenó la producción de 10 000 cohetes por mes. La primera destrucción de un submarino enemigo mediante el uso del FFAR ocurrió en 1944. El cohete fue pensado solo para equipar a los torpederos TBF Avenger debido al peso y la resistencia causada por sus rieles lanzadores; pruebas extras determinaron que unos lanzadores más depurados llamados lanzador de longitud cero podían también usarse, permitiendo que el cohete pudiera ser llevado por una mayor variedad de aviones embarcados.
Aunque la precisión del cohete era más que suficiente para permitir su uso contra blancos de superficie, el estrecho diámetro del cuerpo restringía el tamaño de cualquier ojiva explosiva que pudiera ser montada. Por lo tanto, para poder ser usado contra buques y blancos terrestres, el cohete fue modificado con una ojiva derivada de un obús antiaéreo de 127 mm (5 pulgadas), creando así el 5-Inch Forward Firing Aircraft Rocket (en castellano: Cohete Aéreo Disparado hacia Adelante de 127 mm).